# Narcissus sección Tazettae
Tazettae es una sección de plantas bulbosas perteneciente al género Narcissus dentro de la familia de las amarilidáceas.

## Especies
- Narcissus canariensis Burbidge
- Narcissus dubius Gouan
- Narcissus papyraceus Ker Gawl.
- Narcissus tazetta L.
- Narcissus tortifolius Fernández Casas